# Börlinghausen
Börlinghausen este o localitate cu numai 235 de locuitori ce aparține de comuna Marienheide,  in Nordrhein-Westfalen, Germania.
Börlinghausen se află într-o regiune umedă în apropiere de izvorul râului Wupper care se varsă la Leverkusen în Rin.

## Istoric
Localitatea este pentru prima oară amintită în anul 1542 în documentele istorice, prin secolul XVI se exploatează în regiune minereul de fier.

## Galerie de imagini

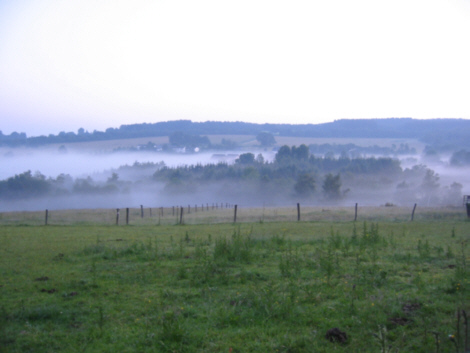
Zile cu ceaţă
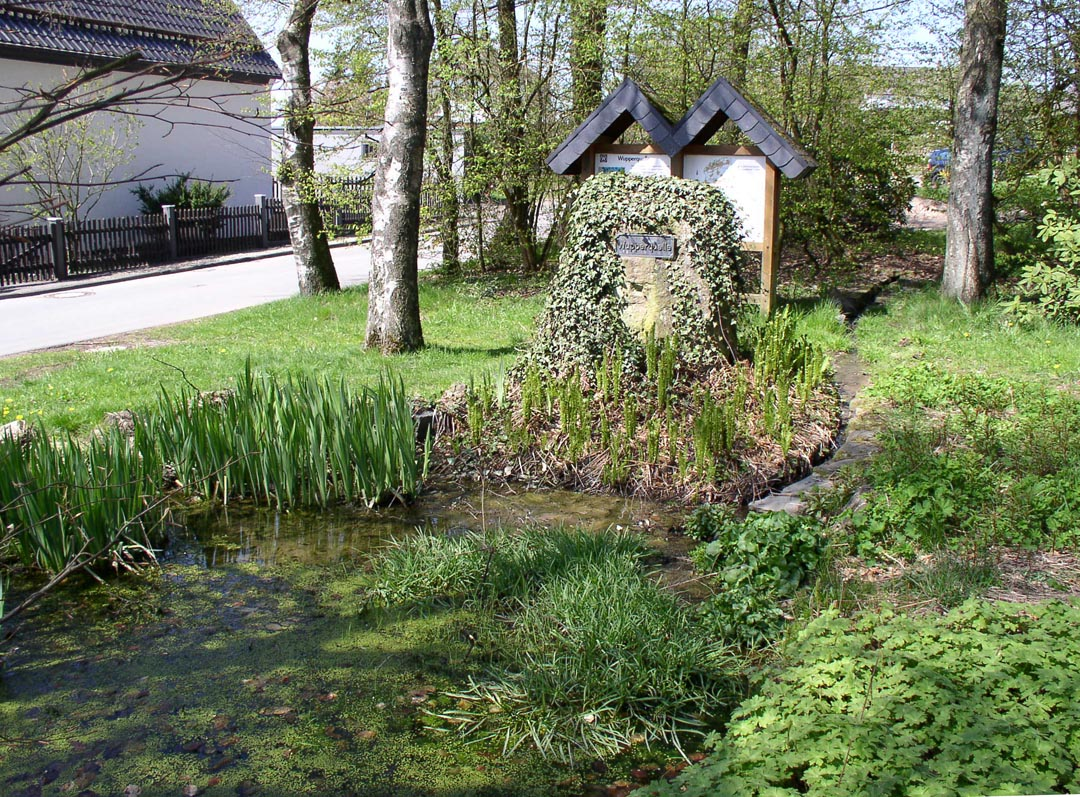
Izvorul Wupper
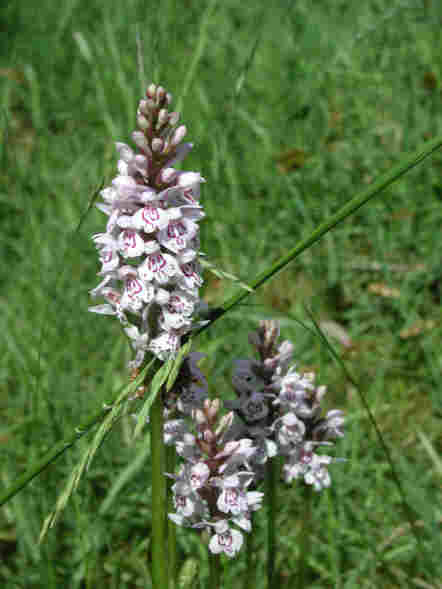
Flori din regiunea izvorului